# Кшивосондув
Кшивосондув (пол. Krzywosądów) — село в Польщі, у гміні Голухув Плешевського повіту Великопольського воєводства.
Населення — 557 осіб (2011).
У 1975-1998 роках село належало до Каліського воєводства.

## Демографія
Демографічна структура станом на 31 березня 2011 року:
|          | Загалом | Допрацездатний вік | Працездатний вік | Постпрацездатний вік |
| -------- | ------- | ------------------ | ---------------- | -------------------- |
| Чоловіки | 267     | 61                 | 190              | 16                   |
| Жінки    | 290     | 58                 | 180              | 52                   |
| Разом    | 557     | 119                | 370              | 68                   |